# Artaserse (Vinci)
Artaserse is een opera seria van de Italiaanse componist Leonardo Vinci en is losjes gebaseerd op de Perzische koning Artaxerxes I. De opera is verdeeld in drie bedrijven en is gecomponeerd op een libretto van de Italiaanse librettist Pietro Metastasio. Artaserse is de laatste opera gecomponeerd door Vinci voor zijn overlijden en wordt door critici beschouwd als diens magnum opus. De opera ging in première op 4 februari 1730 in het Teatro delle Dame te Rome. In de 18e eeuw was het verboden voor vrouwen om op te treden in Rome, hierdoor werden alle vrouwelijke rollen vertolkt door castraten. In 18e-eeuwse Italiaanse barokke opera's was het niet ongewoon dat de heroïsche rollen werden vertolkt door castraten en dat de rol van de slechterik werd vertolkt door een tenor. Vinci heeft een aantal aria's in de opera specifiek geschreven met het oog op toentertijd beroemde castraten die zouden optreden in zijn opera. Na het overlijden van Vinci is de populariteit van de opera langzaam weggezakt in de vergetelheid. In 2012 heeft de Nationale Opera van Lorraine te Nancy de opera voor het eerst in eeuwen weer opgevoerd. De producenten van deze moderne uitvoering wilden deze zo authentiek mogelijk laten zijn en hebben bepaald dat de opera moest worden uitgevoerd door een eveneens volledig mannelijke bezetting, waarbij de castraatrollen zijn vertolkt door contratenoren.

## Rollen
| Rol                                                                    | Verliefd op: | Zangstem      | Premièrebezetting, 4 februari 1730 Dirigent: – |
| ---------------------------------------------------------------------- | ------------ | ------------- | ---------------------------------------------- |
| Artaserse Prins en vervolgens koning van Perzië; vriend van Arbace     | Semira       | Sopraan       | Raffaele Signorini castraat                    |
| Mandane — (Travestierol) Artaserses zuster                             | Arbace       | Sopraan       | Giacinto Fontana castraat                      |
| Artabano Prefect van de koninklijke garde; vader van Arbace en Semira  | —            | tenor         | Francesco Tolve                                |
| Arbace Zoon van Artabano en Semira's broer; vriend van Artaserse       | Mandane      | Sopraan       | Giovanni Carestini castraat                    |
| Semira — (Travestierol) Dochter van Artabano en zuster van Arbace      | Artaserse    | Sopraan / alt | Giuseppe Appiani castraat                      |
| Megabise Generaal van het Perzische leger; vertrouweling van Artabano. | Semira       | alt           | Giovanni Ossi castraat                         |

## Korte samenvatting
De Perzische Koning Serse wordt vermoord door de prefect Artabano. Hij pleegt deze moord omdat hij wil dat zijn zoon Arbace koning zal worden en kan trouwen met zijn geliefde, prinses Mandane. Echter Arbace wordt uiteindelijk verdacht van de moord. Arbace weet dat zijn vader de koning heeft vermoord en is hier erg boos over. Maar hij kan het niet over zijn hart verkrijgen om zijn vader te verraden. Arbace is de beste vriend van kroonprins Artaserse. Deze heeft echter geen andere mogelijkheid dan om zijn beste vriend gevangen te zetten voor de moord op zijn vader. Artaserse, de kroonprins, die een verhouding heeft met Semira, de zuster van Arbace, zit met een ingewikkeld dilemma; een driestrijd. Hij moet een keuze maken en proberen zijn zuster prinses Mandane, zijn geliefde Semira tevreden te stellen, terwijl hij ook zijn beste vriend, Arbace, niet wil verliezen. Uiteindelijk besluit Artaserse zijn goede vriend te geloven en laat hem vrij. Artabano, Arbace's vader, wist het tot dan toe allemaal slim te spelen, maar is verstrikt komen te zitten in zijn eigen plannen en hij wordt gedwongen toe te geven dat hij koning Serse heeft gedood. Na die bekentenis wordt Artabano voor het leven verbannen. Waarna de anderen de rechtschapenheid van, dan koning Artaserse, vieren.

## Muziek

### Orkestrering
- 2 trompet
- 2 hobo
- 2 hoorn
- Eerste en Tweede violen
- Altviool
- Pauk
- basso continuo.

### Aria's
| Bedrijf    | Scène     | Stijl en titel                                               | Karakters                                     |
| ---------- | --------- | ------------------------------------------------------------ | --------------------------------------------- |
| 1e Bedrijf | scène 1   | Recitatief: Addio. Sentimi Arbace                            | Arbase, Mandane                               |
| 1e Bedrijf | scène 1   | Aria: Conservati fedele                                      | Mandane                                       |
| 1e Bedrijf | scène 2   | Recitatief: Figlio, Arbace. Signor                           | Arbano, Arbace                                |
| 1e Bedrijf | scène 2   | Aria: Fra cento affani                                       | Arbace                                        |
| 1e Bedrijf | scène 3   | Recitatief: Coraggio o miei pensieri                         | Artabano, Artaserse                           |
| 1e Bedrijf | scène 3   | Aria: Su le sponde del torbido Lete                          | Artabano                                      |
| 1e Bedrijf | scène 4   | Recitatief: Qual vittima si Svena!                           | Artaserse, Megabise                           |
| 1e Bedrijf | scène 5   | Recitatief: Dove, principe, dove?                            | Semira, Artasense                             |
| 1e Bedrijf | scène 5   | Aria: Per pietà, bell'idol mio                               | Artaserse                                     |
| 1e Bedrijf | scène 6   | Recitatief: Gran Cose Io Temo                                | Semira, Megabise                              |
| 1e Bedrijf | scène 6   | Aria: Sogna il guerrier le schiere                           | Megabise                                      |
| 1e Bedrijf | scène 7   | Recitatief: Voi della Persia                                 | Semira                                        |
| 1e Bedrijf | scène 7   | Aria: Bramar di perdere troppo affetto                       | Semira                                        |
| 1e Bedrijf | scène 8   | Recitatief: Ah Mandane ... Artaserse                         | Artaserse, Mandane                            |
| 1e Bedrijf | scène 9   | Recitatief: Signor. Amico                                    | Artabano, Artaserse, Mandane                  |
| 1e Bedrijf | scène 10  | Recitatief: Artaserse, Respira                               | Semira, Artaserse, Mandane, Artabano          |
| 1e Bedrijf | scène 11  | Recitatief: Arbace è il reo                                  | Megabise, Artaserse, Semira, Arbace, Artabano |
| 1e Bedrijf | scène 11  | Aria: Deh respirar lasciatemi                                | Artaserse                                     |
| 1e Bedrijf | scène 12  | Recitatief: E Innocente dovrai tanti oltraggi soffrir        | Arbaces, Megabise, Semira, Mandane, Artabano  |
| 1e Bedrijf | scène 12  | Aria: Non ti son padre                                       | Artabano                                      |
| 1e Bedrijf | scène 13  | Recitatief: Ma per qual fallo mai                            | Artabace                                      |
| 1e Bedrijf | scène 13  | Aria: Torna innocente e poi                                  | Semira                                        |
| 1e Bedrijf | scène 14  | Recitatief: Mio ben mia vita …                               | Arbace, Mandane                               |
| 1e Bedrijf | scène 14  | Aria: Dimmi che un empio sei                                 | Mandane                                       |
| 1e Bedrijf | scène 15  | Recitatief accompagnato: No che non ha la sorte              | Arbace                                        |
| 1e Bedrijf | scène 15  | Aria: Vo solcando un mar crudele                             | Arbace                                        |
| 2e Bedrijf | scène 1   | Recitatief: Dal carcere o custodi                            | Artasere, Artabano                            |
| 2e Bedrijf | scène 1   | Aria: Rendimi Il caro amico                                  | Artaserse                                     |
| 2e Bedrijf | scène 2   | Recitatief: Son quasi in porto                               | Artabano, Arbace                              |
| 2e Bedrijf | scène 2   | Aria: Mi scacci sdegnato!                                    | Arbace                                        |
| 2e Bedrijf | scène 3   | Recitatief: I tuoi deboli affetti                            | Artabano, Megabise                            |
| 2e Bedrijf | scène 4   | Recitatief: Figlia, è questi il tuo sposo                    | Artabano, Semira                              |
| 2e Bedrijf | scène 4   | Aria: Amalo e se al tuo aguardo                              | Artabano                                      |
| 2e Bedrijf | scène 5   | Recitatief: Ascolta o Megabise                               | Semira, Megabise                              |
| 2e Bedrijf | scène 5   | Aria: Non temer ch'lo mai ti dica                            | Megabise                                      |
| 2e Bedrijf | scène 6   | Recitatief: Qual serie di sventure                           | Semira, Mandane                               |
| 2e Bedrijf | scène 6   | Aria: Se d’un amor tiranno                                   | Mandane                                       |
| 2e Bedrijf | scène 7   | Recitatief: A qual di tanti mali                             | Semira                                        |
| 2e Bedrijf | scène 7   | Aria: Se del riume altera l'onda                             | Semira                                        |
| 2e Bedrijf | scène 8   | Recitatief: Mio re, chiedono a gara                          | Mirabise, Artaserse                           |
| 2e Bedrijf | scène 9   | Recitatief: Artaserse pietà                                  | Semira, Mandane, Artaserse                    |
| 2e Bedrijf | scène 10  | Recitatief: È vano la tua, la mia pierà                      | Artabano, Artaserse, Semira, Mandane          |
| 2e Bedrijf | scène 11  | Recitatief: Tanto odio alla Persia                           | Artabano, Artaserse, Artabano, Mandane        |
| 2e Bedrijf | scène 11  | Aria: Per quel paterno amplesso                              | Arbase                                        |
| 2e Bedrijf | scène 12  | Recitatief: A prezzo del mio sangue                          | Artabano, Mandane                             |
| 2e Bedrijf | scène 12  | Aria: Va tra le selve ircane                                 | Mandane                                       |
| 2e Bedrijf | scène 13  | Recitatief: Quanto, amata Semira                             | Artaserse, Semira                             |
| 2e Bedrijf | scène 13  | Aria: Per quell'affetto                                      | Semira                                        |
| 2e Bedrijf | scène 14  | Recitatief: Dell'ingrata Semira                              | Artaserse, Artabano                           |
| 2e Bedrijf | scène 14  | Aria: Non conosco in tal momento                             | Artaserse                                     |
| 2e Bedrijf | scène 15  | Recitatief: Son pur solo una volta                           | Artabano                                      |
| 2e Bedrijf | scène 15  | Aria: Così stupisce e cade                                   | Artabano                                      |
| 3e Bedrijf | scène 1   | Arioso: Perché tarda è mai la morte                          | Arbace                                        |
| 3e Bedrijf | scène 1   | Recitatief: Arbace. Oh dei, che miro!                        | Artaserse, Arbase                             |
| 3e Bedrijf | scène 1   | Aria: L'onda dal mar divisa                                  | Arbase                                        |
| 3e Bedrijf | scène 2   | Recitatief: Quella fronte sicura e quel sembiante            | Artaserse                                     |
| 3e Bedrijf | scène 2   | Aria: Nuvoletta opposta al sole                              | Artaserte                                     |
| 3e Bedrijf | scène 3   | Recitatief: Figlio, Arbace, ove sei?                         | Artabano, Megabise                            |
| 3e Bedrijf | scène 3   | Aria: Ardito ti renda                                        | Megabise                                      |
| 3e Bedrijf | scène 4   | Recitatief: Trovaste, avversi dei                            | Artabano                                      |
| 3e Bedrijf | scène 4   | Aria: Figlio se più non vivi                                 | Artabano                                      |
| 3e Bedrijf | scène 5   | Recitatief: Alfin portai consolarti Mandane                  | Semira, Mandane                               |
| 3e Bedrijf | scène 5   | Aria: Mi credi spietata?                                     | Mandane                                       |
| 3e Bedrijf | scène 6   | Recitatief: Forsennata, che feci!                            | Semira                                        |
| 3e Bedrijf | scène 6   | Aria: Non è ver che sia contento                             | Semira                                        |
| 3e Bedrijf | scène 7   | Recitatief: Né pur qui la ritrovo                            | Arbace, Mandane                               |
| 3e Bedrijf | scène 7   | Duetto: Tu vuoi ch’io viva o cara                            | Arbace, Mandane                               |
| 3e Bedrijf | scène 8   | Recitativ: A voi popoli io m'offro                           | Artaserse, Artabano                           |
| 3e Bedrijf | scène 8   | Recitatief accompagnato: Lucido dio per cui l'april fiorisce | Artaserse                                     |
| 3e Bedrijf | scène 9   | Accompagnato: Al riparo signor                               | Semira, Artaserse, Artabano                   |
| 3e Bedrijf | scène 10  | Recitatief: Ferma o germano                                  | Mandane, Artaserse                            |
| 3e Bedrijf | Slotscène | Recitatief: Ecco Arbace, o monarca, a' piedi tuoi            | Arbace, Artaserse, Mandane, Artabano          |
| 3e Bedrijf | Slotscène | Recitatief accompagnato: Lucido dio per cui l'april fiorisce | Arbace, Artabano                              |
| 3e Bedrijf | Slotscène | Recitatief: Ferma; è veleno                                  | Artabano, Artaserse, Arbase, Mandane, Semira  |
| 3e Bedrijf | Slotscène | Sluitstuk: Giusto re, la Persia adora                        | Allen                                         |

### Samenvatting
Het verhaal vindt plaats in en rondom het koninklijk paleis van de Perzische koning Serse en diens kinderen, kroonprins Artaserse en prinses Mandane.

#### Ouverture
Zoals gebruikelijk voor 18e-eeuwse Italiaanse opera's wordt de ouverture uitgevoerd in drie delen (snel-langzaam-snel) met elk hun eigen tempo, in dit geval: allegro, grave en menuet.

#### 1e Bedrijf
De opera opent in een door maanlicht verlichtte tuin van het paleis. Arbace, zoon van prefect Artabano, klimt heimelijk over de paleistuinmuur. Prinses Mandane en Arbace zijn verliefd. Koning Serse keurt hun liefde af en heeft Arbace verbannen van de paleisgronden. De twee geliefden uiten hun liefde voor elkaar, evenals de pijn van van niet samen te kunnen zijn. Wanneer zij afscheid moeten nemen zingt Mandane de aria: Conservati fedele.
Wanneer Mandane het paleis binnengaat en Arbace weer wil vertrekken komt hij zijn vader, Artabano, de prefect, tegen met een bebloed zwaard. Artabano was woedend op koning Serse voor hoe hij zijn zoon behandelde en zijn verlangen dat zijn zoon koning zou worden, daarom heeft hij de koning vermoord. Artabano bekent aan zijn zoon de moord op de koning en zij wisselen hun zwaarden. Doch, Arbace is niet blij met het overlijden van Serse vanwege zijn liefde voor prinses Mandane en zijn vriendschap met kroonprins Artaserse. Maar ook de wreedheid van de moord spelen mee in zijn afkeur. Hij zingt de aria Fra cento affanni e cento. Artabano zegt dat het vermoorden van de koning de enige manier zou zijn voor hem om koning te worden. Wanneer kroonprins Artaserse met zijn garde arriveert, vertelt Artabano hem over diens vaders dood en beschuldigt Artaserse's oudere broer Dario van de moord. Want wie, behalve hij, zou 's nachts het paleis kunnen binnendringen? Artaserse draagt Artabano op om zijn vaders dood te wreken door Dario te doden. Artaserse is bevreesd om zijn eigen broer te moeten doden, maar Artabano stelt dat een zoon die zijn vader doodt geen zoon is. Hij zingt aria: Su le sponde del torbido Lete.
Megabise, de generaal van het leger komt op en kroonprins Artaserse en vertelt hem over zijn verdriet en woede over de recente gebeurtenissen. De generaal troost de prins en stelt dat Dario vermoorden nodig was als een vorm van zelfverdediging. Semira, de dochter van de prefect en Arbace's zuster, vraagt Artaserse niet te gaan, maar dit doet hij toch nadat hij zijn liefde voor haar heeft verklaard in de aria: Per pietà, bell'idol mio. Semira voelt dat er iets niet klopt en vraagt generaal Megabise wat er is gebeurd, hij vertelt haar dat koning Serse was vermoord in zijn slaap en dat zijn oudste zoon dario daarvoor verantwoordelijk was. Semira is geschokt, maar de generaal is onverschillig en stelt dat het niets uitmaakt wie op de troon zit. De generaal die verliefd is op Semira verklaart haar zijn liefde en hij wil vechten voor haar liefde. Hij zingt de aria: Sogna il guerrier le schiere. Semira verward uit haar verdriet ten gevolge van haar scheiding van Artaserse vanwege de recente gebeurtenissen. Zij zingt de aria: Bramar di perdere
In het paleis zijn prinses Mandane en kroonprins Artaserse terneergeslagen en uiten hun verdriet omdat zij hun oudere broer Dario hebben moeten laten executeren. De prefect Artabano komt binnen en verwittigt hen van de executie van Dario. Prinses Mandane is vol verdriet, terwijl Artaserse zich schuldig voelt omdat hij dit heeft moeten doen. Doch Artabano stelt dat het een terechte straf is voor het vermoorden van zijn vader. Waarop Semira opkomt en stelt dat Dario niet de moordenaar was, omdat de moordenaar is ontsnapt door de tuin met een bebloed zwaard. Gegeven het bewijs, denkt prinses Mandane dat Arbace de moordenaar moet zijn. Dan realiseren kroonprins Artaserse en prinses Mandane zich dat zij een onschuldige hebben laten executeren. Kroonprins Artaserse eist dat Arbace voor hem wordt gebracht. Arbace wordt geketend het paleis binnengebracht, alwaar hij zijn onschuld bepleit. Kroonprins Artaserse vraagt zijn vriend Arbace om zijn onschuld te bewijzen, maar Arbace kan zijn onschuld niet bewijzen en kan enkel zijn woord geven. Dan bevraagt zijn geliefde, prinses Mandane hem en wijst herinnert hem aan zijn onvrede met koning Serse. Arbace ontkent niet het bewijs maar blijft zijn onschuld claimen tot het einde. Geconfronteerd met bewijs heeft kroonprins Artaserse geen andere keuze dan Arbace schuldig te verklaren. Arbace vraagt zijn vader, de prefect Artabano, om hem te verdedigen, maar de smeekbede van zijn zoon laat hem onverschillig. Kroonprins Artaserse verklaart de zaak opgelost en zingt de aria: Deh respirar lasciatemi. Arbace vraagt zijn vader de prefect om medelijden met hem te hebben, maar Artabano blijft hardvochtig en zegt dat een zoon die een verrader is, geen zoon van hem is en hij zingt de aria: Non ti son padre. Arbace wendt zich tot zijn zuster Semira, zij zegt hem te helpen indien hij zijn onschuld kan bewijzen, maar omdat hij zojuist schuldig is bevonden kan zij hem niet bijstaan en haar zusterlijke gevoelen in de weg laten staan. Zij zingt de aria: Torna innocente e poi. Dan wendt Arbace zich tot generaal Megabise maar ook hij is onverschillig voor zijn smeekbedes. Waarop Arbace prinses Mandane vraagt in zijn onschuld te geloven, maar de prinses weigert en verklaart hem zijn vijhand voordat zij vertrekt. Zij zingt de aria: Dimmi che un empio sei. Arbace betreurt zijn lot maar kan en wil niet zijn vader verraden. Hij zingt de aria: Vo solcando un mar crudele.

#### 2e Bedrijf
kroonprins Artaserse en prefect Artabano praten over de recente gebeurtenissen en Artabano zegt dat zijn zoon Arbace het verdient om te sterven voor zijn misdaad. Artaserse is echter onwillig om zijn vriend te doden en bewonderd Artabano voor zijn mentale kracht om zijn eigen zoon te veroordelen. Artaserse vraagt Artabano om een manier te vinden Arbace te redden. Artabano zegt dat Arbace's stilte bewijs is van zijn schuld. Artaserse gelooft echter in Arbace's onschuld en weigert te geloven dat zijn vriend schuldig is en dat hij om een andere reden zwijgt. Artaserse zingt de aria: Rendimi il caro amico. Wanneer Artaserse weg is, wordt Arbace gebracht door een wachter, Artabano vraagt de wachter om hen alleen te laten. Artabano is van plan om zijn zoon te helpen ontsnappen, maar Arbace weigert. Artabano onthuld zijn plan om de hele koninklijke familie te vermoorden zodat Arbace koning kan worden. Arbace gruwt van zijn vaders verraad en weigert hem te volgen, hij zingt de aria: Mi scacci sdegnato! Arbace wordt weggevoerd door de wachter en Artabano verzucht, zeggende dat hij ondanks dit alles hij zijn zoon, van wie hij houdt, niet kan veroordelen. Generaal Megabise komt binnen en bemerkt Artabano's aarzeling. Hij zegt dat de tijd bijna op is en dat ze snel moeten handelen om de troon veilig te stellen voor Arbace. Artabano en Megabise bespreken het plan om kroonprins Artaserse te vermoorden. Artabano belooft zijn dochters hand, Semira, aan Megabise als hij meewerkt, waarop de generaal tevreden reageert. Semira komt binnen en Artabano dwingt haar om te trouwen met Megabise, zij zingt de aria: Amalo e se al tuo sguardo. Semira vraagt aan Megabise om af te zien van een huwelijk als hij daadwerkelijk van haar houdt. Megabise weigert. Semira zegt tegen hem dat hij haar lichaam kan hebben, maar dat hij nooit haar hart kan winnen. Megabise is erg blij om met Semira te trouwen, ook als het betekent dat ze hem veracht, ze zingt de aria Non temer ch'io mai ti dica. Semira voelt zich verslagen door deze gebeurtenis. Prinses Mandane komt binnen en praat met Semira over hun pijn dat Arbace een verrader is. Semira stelt dat prinses Mandane haar gevoelens voor hem moet loslaten. Maar Mandane maakt duidelijk dat zij lijdt onder de gedachte dat de man die zij lief had zo wreed bleek te zijn, ze zingt de aria: Se d'un amor tiranno. Semira wordt verscheurd door twijfel welke kant te kiezen in deze crisis, zij zingt de aria: Se del fiume altera l'onda.
Ondertussen in de troonzaal aarzelt Artserse om de troon te bestijgen omdat hij vreest te onervaren te zijn en iedereen teleur te stellen. Generaal Megabise komt binnen en zegt hem dat prinses Mandane en prefechtsdochter Semira hem wensen te spreken. Megabise escorteert de vrouwen naar binnen. Semira pleit om genade te hebben voor Arbace, maar prinses Mandane staat erop dat de moord op haar vader, koning Serses, moet worden gewroken. Artaserse is onzeker wat te doen, want hij moet kiezen tussen zijn zuster en zijn geliefde. Dan komt de prefect Artabano binnen, kroonprins Artaserse vraagt hem om advies. Artabano zegt dat Arbace het verdiend te worden gestraft, maar Artaserse is verwikkeld in een tweestrijd en bezorgd dat Semira hem onterecht beschuldigd van wreedheden. kroonprins Artaserse wijst Artabano aan om de rechter te zijn in Arbace's proces. Doch prinses Mandane twijfelt of Artabano de straf daadwerkelijk zal uitvoeren tegen zijn zoon. Arbace wordt dan binnengebracht door wachters om terecht te staan. Arbace is geschokt om zijn vader te zien als de rechter. Wederom verkiest Arbace om te zwijgen, maar wel zijn onschuld te benadrukken. Artabano verklaart zijn zoon Arbace schuldig. Arbace is bedroefd dat zijn vader hem veroordeeld en zingt de aria: Per quel paterno amplesso. Mandane is geschokt te zien dat Artabno zijn eigen zoon ter dood veroordeelt en beschuldigt Artabano ervan harteloos te zijn, zij zingt de aria: Va tra le selve ircane. Semira is ook geschokt om te zien dat haar broer ter dood is veroordeeld. Artaserse stelt dat hij Arbace's leven in de handen van Artabano heeft geplaatst en dat hij dus niet de gene was die Arbace ter dood heeft veroordeeld. Semira noemt haar geliefde, kroonprins Artaserse, een tiran te zijn en zingt de aria: Per quell'affetto. Artaserse en Artabano betreuren de beschuldigingen die Semira en prinses Mandane tegen hebben ge-uit. Artabano zegt dat hij doodongelukkig is, waarop de koning zegt dat Artabano's verdriet groot is, net als het zijne, hij zingt de aria: Non conosco in tal momento. Nadat iedereen is vertrokken, bedenkt Artabano dat hij zichzelf bijna had verloren in het gevoel om aan te zijn gewezen als Arbace's rechter, maar hoopt dat Arbace niet zal denken dat hij zichzelf heeft willen redden ten koste van zijn eigen zoon en hij zingt de aria: Cosi stupisce e cade.

#### 3e Bedrijf
In de gevangenis betreurt Arbace zijn gruwelijke lot. Hij zingt de aria: Perché è mai la morte. Artaserse, die twijfelde aan de schuld van Arbace, zijn beste vriend, komt de gevangenis binnen om hem in het geniep te bevrijden. Arbace is dankbaar voor Artaserse's geloof in hem en wenst Artaserse het beste toe alvorens hij vertrekt. Hij zingt de aria: L'onda dal mar divisa. Artaserse gelooft dat hij het juiste doet door Arbace vrij te laten en gelooft in zijn onschuld, hij zingt de aria: Nuvoletta opposta al sole.
Artabano arriveert bij de gevangenis en met behulp van de generaal Megabise en andere samenzweerders te gaan zoeken naar Arbace. Doch Arbace was al ontsnapt en werd nergens gevonden. Artabano vermoed dat Arbace inmiddels al is geëxecuteerd en Megabise belooft om Artabno te helpen om wraak te nemen door een graal te vullen met gif, hij zingt de aria: Ardito ti renda. Artabano is verslagen door het vermeende overleden van zijn zoon en zweert kroonprins Artaserse te doden, hij zingt de aria: Figlio se più non vivi.
Intussen is prinses Mandane in een tweestrijd met haar gevoelens voor Arbace. Semira komt binnen en brengt het nieuws van Arbace's vermeende executie. Semira verwijt prinses Mandane van harteloosheid, maar Mandane is ook verslagen door het nieuws en verwijt Semira haar pijn niet te begrijpen. Zij zingt de aria: Mi credi spietata?. Semira realiseert dat het beledigen van prinses Mandane er niet voor heeft gezorgd dat zij zich beter is gaan voelen en zingt de aria: Non è ver che sia contento. Arbace is inmiddels het paleis binnengeslopen om te zoeken naar prinses Mandane. Zij is blij te zien dat hij nog leeft, maar kan tegelijkertijd zichzelf er niet toe brengen hem te vergeven voor het vermoorden van haar vader. Zij zingen samen het duet: Tu vuoi ch'io viva o cara
Bij de kroning van Artaserse, geeft prefect Artabano de gifbeker aan Artaserse. Omringd door zijn edellieden, zweert Artaserse om de rechten, de wetten en de gewoontes van zijn onderdanen te behouden en staat hij op het punt om te drinken van de beker, niet wetende dat Artabano de drank heeft vergiftigd. Semira komt de tempel binnen, nog altijd diep ongelukkig over Artaserse's besluit om Arbace te executeren. Prinses Mandane arriveert en brengt het nieuws dat generaal Megabise en zijn mederebellen het paleis hebben bereikt, maar dat Arbace nog steeds in leven is en de verrader reeds heeft gedood, waarmee hij Artaserse heeft gered. Deze daad bevestigt Arbace's onschuld voor Artaserse en hij vraagt Arbace om te drinken van de beker om zijn onschuld te bezweren. Artabano staat nu voor de keuze om zijn zoon te zien sterven of om de waarheid op te biechten. Hij biecht op aan alle aanwezigen dat de beker vol gif zit, bedoeld om Artaserse te doden en dat hij ook koning Serse heeft gedood. Artabano pakt dan zijn zwaard en wil Artaserse doden, maar Arbace grijpt de beker en dreigt zelfmoord te plegen door van de beker te drinken indien zijn vader Artaserse zou willen doden. Artabano gooit zijn zwaard weg en wordt gevangen genomen door de wachters. Artaserse wil eigenlijk Artabano laten executeren voor verraad, maar Arbace pleit voor genade. Artaserse besluit vanwege zijn liefde voor Semira en zijn dankbaarheid aan Arbace dat hij Artabano's leven spaart en veroordeelt hem tot eeuwigdurende ballingschap. Met Arbace's onschuld bewezen, zijn beide liefdesparen weer herenigd. De volledige cast, inclusief de dode Megabise, komen op ten tonele voor het laatste lied, waarbij zij de genadevolle en rechtschapen koning vieren. Giusto re, la Persia andora.

## Opnames
- Artaserse

Opnamedatum: September 2011

Releasedatum: 2012

Label: Virgin Classics

Dvd: ERATO DVD 46323234

Opnamedatum: 10 november 2012

Opnamelocatie: Nationale opera Lorraine, te Nancy, Frankrijk

Gezelschap: Concerto Köln

Dirigent: Diego Fasolis

- Artaserse: Philippe Jaroussky (contratenor)

- Mandane: Max Emanuel Cenčić (contratenor)

- Artabano: Daniel Behle (tenor)

- Arbace: Franco Fagioli (contratenor)

- Semira: Valer Barna-Sabadus (contratenor)

- Megabise: Yuriy Mynenko (contratenor)

Bij de video-opname op 10 november 2012 werd Artabano vertolkt door Juan Sancho.